# Homophylax baldur
Homophylax baldur is een schietmot uit de familie Limnephilidae. De soort komt voor in het Nearctisch gebied.